# کوه‌های ماسه‌سنگی البه
کوه‌های ماسه‌سنگی اِلبه (آلمانی: Elbsandsteingebirge)یا سوئیس ساکسون (به آلمانی: Sächsische Schweiz) یک رشته‌کوه در جنوب شرقی آلمان و شمال غربی جمهوری چک است. این کوه‌ها در دو طرف رود البه قرار دارند و به خاطر صخره‌های ماسه‌سنگی عجیب، دره‌های عمیق، جنگل‌های انبوه و مناظر زیبا مشهور هستند.
کوه‌های ماسه‌سنگی البه در دوره کرتاسه تشکیل شده‌اند و در طول میلیون‌ها سال توسط فرسایش باد و آب شکل گرفته‌اند. این کوه‌ها دارای تنوع زیستی غنی هستند و خانه بسیاری از گونه‌های گیاهی و جانوری کمیاب می‌باشند.
کوه‌های ماسه‌سنگی البه یک مقصد محبوب برای کوهنوردی، پیاده‌روی، دوچرخه‌سواری و قایق‌رانی هستند. این منطقه همچنین دارای چندین قلعه و صومعه تاریخی است.
برخی از جاذبه‌های گردشگری مهم در کوه‌های ماسه‌سنگی البه عبارتند از:
- پارک ملی سوئیس ساکسون (به آلمانی: Nationalpark Sächsische Schweiz)
- قلعه کونیگ‌اشتاین (به آلمانی: Festung Königstein)
- پل باستای (به آلمانی: Basteibrücke)
- شهر پیرنا (به آلمانی: Pirna)
- دره البه (به آلمانی: Elbtal)